# سفين هاسل
سفين هاسل (بالألمانية: Sven Hassel؛ بالإسبانية: Sven Hassel؛ بالدنماركية: Sven Hazel) هو عسكري وكاتب ألماني ودنماركي وإسباني، ولد في 19 أبريل 1917 في مقاطعة فريدريكسبورج في الدنمارك، وتوفي في 21 سبتمبر 2012 في برشلونة في إسبانيا.

## وصلات خارجية
- الموقع الرسمي
- سفين هاسل على موقع IMDb (الإنجليزية)
- سفين هاسل على موقع قاعدة بيانات الفيلم (الإنجليزية)